# Rdečeoka
Rdečeoka ali črnovka (znanstveno ime Rutilus rutilus) je evropska sladkovodna riba iz družine pravih krapovcev (Ciprinidae).

## Opis
Rdečeoka je dobila ime po značilni rdeče-oranžni barvi oči. To je riba z visokim, bočno močno stisnjenim telesom, pokritim z velikimi luskami. Ima izrazito veliko glavo z majhnimi, končnimi usti. Hrbet je temno zelene barve, boki so srebrni ali zlatorumeni, trebuh pa rumen ali bel. Hrbtna in repna plavut sta temnejših odtenkov rjave, ostale plavuti pa so rdečkaste barve. Rdečeoka doseže dolžino med 20 in 40 cm, živi pa do 18 let. Spolno dozori v drugem, tretjem ali četrtem letu starosti, drsti pa se od aprila do junija na plitvih prodiščih. V času drstitve dobijo rdečeoke drstne bradavice po glavi in telesu, okrepi pa se tudi rdeča barva plavuti. Samice prilepijo od 50.000 do 100.000 drobnih iker na vodno rastlinje ali kamenje.
Rdečeoka se hrani z vodnimi žuželkami in ličinkami, raznimi vodnimi nevretenčarji ter odmrlim vodnim rastlinjem.

## Razširjenost
Rdečeoka je razširjena po celi Evropi, razen na skrajnem severu, jugu in zahodu, kjer so Pireneji skrajna zahodna točka. Živi v jatah v vseh vodotokih, pa tudi v jezerih in drugih stoječih vodah. Ni občutljiva na onesnaženje, zato je ena najpogostejših ribjih vrst v Evropi. Razširjena je v vseh ribjih pasovih, razen v postrvjem.